# مات فريج
مات فريج (بالإنجليزية: Matt Freije)‏ مواليد 2 أكتوبر 1981 في بيسمارك، هو لاعب كرة سلة أمريكي سابق. بدأ مسيرته الاحترافية في سنة 2004. تم اختياره من قبل فريق ميامي هيت خلال الدرافت. يبلغ طوله 6 قدم 10 بوصة (2.1 م). اعتزل اللعب في 2013.

## المسيرة الاحترافية
لعب مع نيو أورلينز بيليكانز في موسم 2004–2005، ثم لعب مع نادي أولمبياكوس لكرة السلة في سنة 2006، ثم لعب مع أتلانتا هوكس في سنة 2006، ثم لعب مع أرتلاند دراغونز في الدوري الألماني في موسم 2007–2008.

## إحصائيات المسيرة

### الموسم الاعتيادي
| السنة   | الفريق               | لعب | بدأ | دقيقة | ميداني% | ثلاثية | حرة  | ارتداد | صنع | استلاب | تصدي | نقطة |
| ------- | -------------------- | --- | --- | ----- | ------- | ------ | ---- | ------ | --- | ------ | ---- | ---- |
| 2004–05 | نيو أورلينز بيليكانز | 23  | 11  | 19.2  | .291    | .259   | .625 | 2.7    | 0.9 | 0.6    | 0.1  | 4.0  |
| 2006–07 | أتلانتا هوكس         | 19  | 0   | 7.7   | .296    | .136   | .833 | 1.2    | 0.4 | 0.2    | 0.1  | 2.1  |
| المسيرة |                      | 42  | 11  | 14.0  | .293    | .224   | .714 | 2.1    | 0.6 | 0.4    | 0.1  | 3.2  |

## روابط خارجية
- مات فريج على موقع الاتحاد الدولي لكرة السلة (الإنجليزية)
- مات فريج على موقع الدوري الأوروبي لكرة السلة (الإنجليزية)
- مات فريج على موقع سبورتس رفرنس (الإنجليزية)
- مات فريج على موقع كرة السلة الأوروبية.كوم (الإنجليزية)
- مات فريج على موقع كلية كرة السلة في سبورتس رفرنس.كوم (الإنجليزية)
- مات فريج على موقع ريلجم (الإنجليزية)
- مات فريج على موقع بروبوليرز (الإنجليزية)
- مات فريج على موقع سبورتس رفرنس (الإنجليزية)